# 羅復文

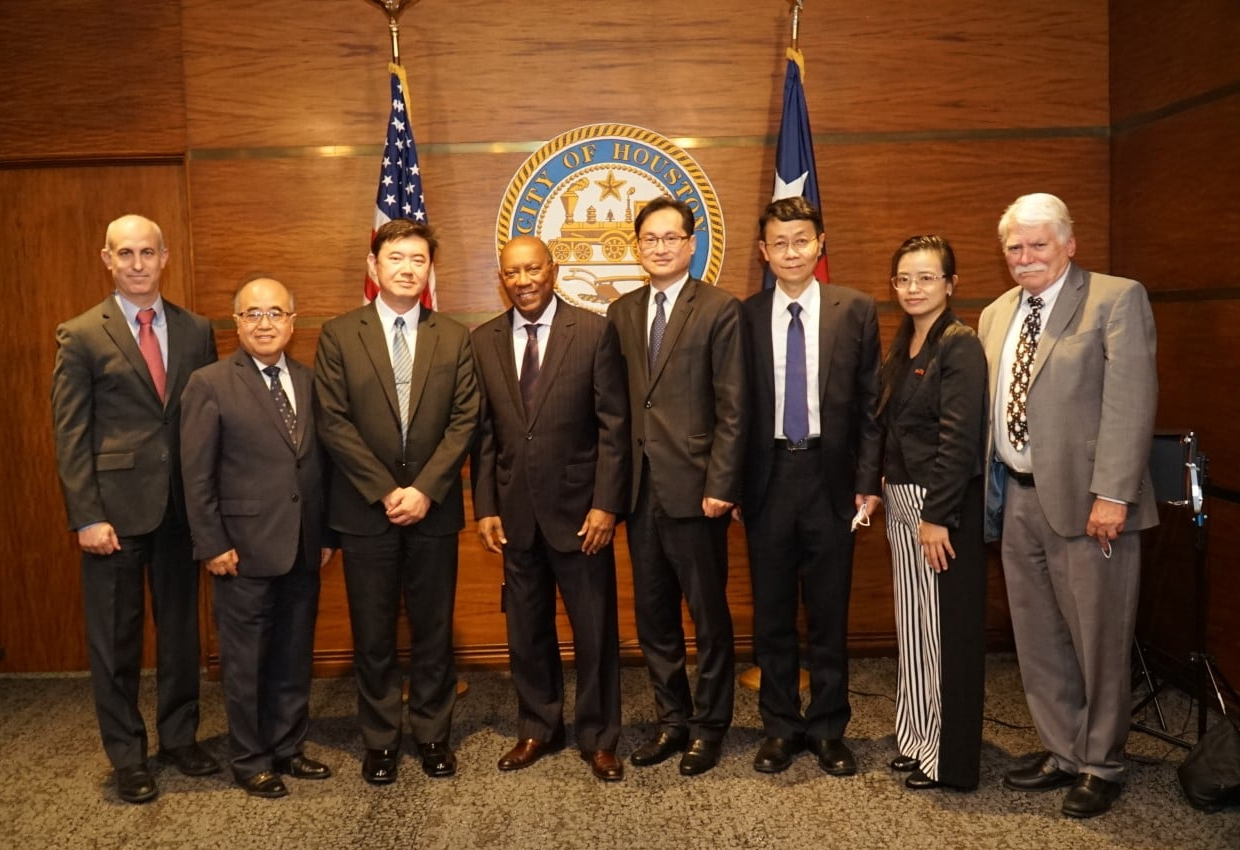
2022年1月，駐休士頓辦事處長羅復文（中右）會見休士頓市長特納（中左）。

羅復文，中華民國外交官。畢業於國立政治大學外交學系，曾任外交部亞東太平洋司副參事、外交部領事事務局臺灣桃園國際機場辦事處主任、駐休士頓臺北經濟文化辦事處總領事銜處長等職務。

## 求學
羅復文提到當年就讀國立政治大學外交學系，是崇拜先前的同系學長宋楚瑜。在大一時，馬英九、蔡英文都在政大教書，也先後擔任總統。

## 職業生涯
2018年5月，外交部領事事務局臺灣桃園國際機場辦事處主任羅復文被旅客投訴耍特權，要求讓身分「敏感」的外國貴賓先登機，但不願讓航空公司核實護照，在未獲航空公司許可的情況下，擅自帶人進入空橋與機艙，違反航空保安規定。羅復文另被投訴，進出機場管制區的工作人員，手機一定要拿出來檢查，卻對檢查的員警表示「我是11職等，為何還要檢查？」對此，羅復文回應當天是執行公務，陪同外國高層官員出境，並非特權，這在外交實務上是很正常的作法，臺灣外交處境困難，有些事只能做不能說，所以沒有代辦禮遇通關，且是詢問地勤人員同意後才率先登機，也只有陪同進入空橋，並未進入機艙。外交部則回應，領事事務局已表達歉意，將強化溝通與協調，也澄清羅復文是執行陪同訪臺貴賓登機的例行性公務，並非「特權」。
2021年3月，駐休士頓辦事處長羅復文與德州大學奧斯汀分校資深副教務長兼國際長費根葆（Sonia Feigenbaum）簽署「臺灣研究中心」備忘錄。7月，羅復文與外交部北美司長徐佑典見證臺北市長柯文哲與休士頓市長特納的「重申姊妹市友好關係協議」視訊簽署儀式。2022年10月，羅復文與外交部北美司總領事張詩瑞、美國在台協會高雄分處長黃東偉（Thomas Wong）等人的見證下，由臺南市長黃偉哲與紐奧良市長肯崔視訊簽署締結為姐妹市。同月，羅復文另見證國立成功大學與路易斯安那傑為大學視訊簽署雙邊合作備忘錄。
駐休士頓辦事處長羅復文多次投書德州媒體，對於臺灣面對疫情、氣候變遷、侵略性威權主義等問題發表看法。